# Philippe Petitcolin
Philippe Petitcolin, né le 28 septembre 1952 à Saint-Mihiel, est un dirigeant d'entreprise français. Il a été le directeur général de Safran du 23 avril 2015 au 1er janvier 2021.

## Biographie

### Jeunesse et études
Philippe Petitcolin est originaire de Bannoncourt, un village situé près de Saint-Mihiel, dans la Meuse. Fils d’éleveur, il est licencié de mathématiques et diplômé du Centre de perfectionnement aux affaires, devenu l'Executive MBA à HEC Paris en 2002[réf. nécessaire].

### Début de carrière
Philippe Petitcolin commence sa carrière comme professeur de mathématiques à Commercy avant d'être embauché à 26 ans comme responsable export d’Europrim, spécialiste des machines pour laboratoires, puis de Filotex, une filiale d’Alcatel-Alsthom spécialisée dans les câbles pour l’aérospatiale.

### Dirigeant dans l'industrie aéronautique
En 1995, il est nommé directeur général de Labinal et exerce la fonction de directeur général de la division Filtrauto de Labinal, cumulée avec celle de directeur général matériaux de friction à la suite du rachat par Valeo. En 2001, il devient directeur général de Labinal, intégré alors au sein du groupe Snecma, avant d’en être nommé président-directeur général. Après la constitution du groupe Safran, il en devient, en 2011, directeur général défense-sécurité et président-directeur général de Sagem. Depuis le 1er juillet 2013, il est président-directeur général de Morpho et préside le conseil d’administration de Sagem.
Le 5 décembre 2014, le conseil d’administration de Safran arrête le principe de la nomination de Philippe Petitcolin pour succéder à Jean-Paul Herteman, atteint par la limite d’âge, comme directeur général de Safran. Face à son parcours scolaire atypique mais au regard de son expérience chez Safran, Jean-Paul Herteman propose de scinder le poste de PDG en deux. Philippe Petitcolin se voit attribuer le poste de directeur général et Ross McInnes, l’ancien directeur financier de l’entreprise et diplômé d’Oxford celui de président non-exécutif, afin de rassurer les marchés. Âgé de 62 ans, il devrait être un « pape de transition »,. Il prend officiellement ses fonctions à l'issue de l'assemblée générale du 23 avril 2015.
En 2016, Philippe Petitcolin engage le processus de vente de Morpho, la filiale sécurité du groupe Safran. La vente de cette filiale est justifiée par le fait que la sécurité ne constitue plus le cœur de métier du groupe aéronautique. Morpho est vendu pour 2,4 milliards d’euros à Oberthur Technologies. Grâce à la vente de cette filiale, Philippe Petitcolin peut enfin acheter Zodiac. L’entreprise avait en effet fait l’objet d’une offre par Safran en 2010 sous la présidence de Jean-Paul Herteman, sans succès. C’est donc en 2018 que Safran finalise le rachat de Zodiac, ce qui place le groupe à la troisième place des fournisseurs mondiaux pour l’aéronautique. L’objectif principal du mandat de Philippe Petitcolin, qui se poursuit jusqu’en 2020, est celui de la transition entre ses deux moteurs phares : le CFM56 et le Leap.
Le conseil d'administration d'Alstom propose sa candidature au vote de l'assemblée générale de 2024 pour devenir son président, en remplacement d'Henri Poupart-Lafarge qui ne conserve plus que son poste de directeur général.

## Décoration
- Officier de la Légion d'honneur (2016)[13].